# Mana (magia)
Mana refere-se a um conceito polinésio encontrado sob diferentes denominações em outros povos. A noção de Mana, fundante da magia e da religião, corresponde à emanação da força espiritual de um grupo e contribui para uni-lo. A  Mana é, segundo Mauss, criador do vínculo social.
Mana é comumente interpretado como a "substância da qual a magia é feita", além de ser a substância que forma a alma. Essa força existiria não só nas pessoas, mas nos animais e objetos inanimados, instigando no observador um sentimento de respeito ou de admiração. 
Além de precursor da religião está  ligado também às origens da filosofia, sendo um conceito de  significativo interesse antropológico.

## Conceitos similares em outras culturas
O conceito de energia vital inerente a todos os  seres vivos parece ser um arquétipo universal, que aparece em numerosas religiões antigas e sistemas metafísicos. 
Conceitos análogos ao do Mana em outras sociedades incluem:
- Mitologia galesa : awen
- Mitologia iraniana : asha
- Mitologia romana : nume
- Crenças tradicionais Anishinaabe : manitu
- Mitologia aborígine australiana : maban
- Mitologia egípcia : ka
- Mitologia finlandesa : Väki
- Mitologia grega : ichor
- Mitologia inuíte : inua, sila
- Mitologia iroquesa : orenda
- Mitologia lenape : manituwak
- Religião asteca : teotl
- Mitologia nórdica : seid
- Mitologia salish e kootenai : sumesh
- Mitologia iorubá : axé
- Mitologia basca : adur
- Universo Fictício da saga "Guerra nas Estrelas" (Star Wars) : A Força (The Force)
- Orgonomia : Orgônio

Conceitos filosóficos relacionados:
- Filosofia chinesa : qi (ou chi), Tao
- Filosofia japonesa : kami, ki, reiki; Ryukyuan mabui
- Alquimia e filosofia grega : aether, (ou éter), quintessência
- Filosofia indiana : prana, kundalini
- Budismo tibetano & Bön : Loong ou lung.
- Vitalismo : Élan vital
- Filosofia Celta : Awen

## Cultura popular
O conceito de mana também pode ser encontrado em obras da cultura popular como jogos, filmes, seriados e animes apresentando significados muito semelhantes ao de sua origem polinésia.
- Em Magic: The Gathering,  mana é uma forma de energia que permeia o ambiente (representado pelas cartas de terreno) dando vida aos seres e que pode ser usada para fazer magia. Em Magic o mana pode ser neutro (incolor) ou dotado de personalidades (representadas como identidades de cor)
- Na franquia Dark Souls, existe um conceito de mana como uma forma de energia manipulável com a qual se pode fazer magia
- Em Overlord, existe o conceito de mana como fonte da magia e que esta presente em tudo
- Em Ishuzoku Reviewers, o humano Stunk chama o elfo Zel e o anjo Crimvael de "viciados em mana" por se sentirem mais atraídos pelas fêmeas de outras espécies mágicas por elas exalarem muita mana (entretanto a ideia de usá-la pra fazer magia não é amplamente explorada no anime)